# سيسيل رودس
سيسيل رودس (12 أغسطس 1906 - 1 فبراير 1990) (بالإنجليزية: Cecil Rhodes)‏ هو لاعب كريكت بريطاني.

## وصلات خارجية
- سيسيل رودس على موقع إي آس بي آن كريك إنفو (الإنجليزية)